# Орден Независимости (Иордания)
Орден Независимости (араб. وسام الاستقلال‎, Wisam al-Istiqial) — государственная награда Иордании.

## История
В апреле 1921 года правительство Великобритании предложила брату короля Ирака Фейсала I, Абдаллаху ибн Хусейну, стать правителем подмандатного эмирата Трансиордания.
В 1921 году эмир Трансиордании Абдаллах ибн Хусейн учредил орден Независимости, который вручался подданным как за военные, так и за гражданские заслуги.

## Степени
Орден имеет пять классов:
| Орденские планки | Орденские планки | Орденские планки | Орденские планки | Орденские планки |
| ---------------- | ---------------- | ---------------- | ---------------- | ---------------- |
| Большая лента    | Гранд-офицер     | Командор         | Офицер           | Кавалер          |
|                  |                  |                  |                  |                  |

## Описание
Орденский знак представляет собой серебряную десятиконечную звезду, формируемую пирамидально разновеликими заострёнными лучиками с бриллиантовой огранкой. На звезду наложена перевёрнутая пятиконечная звезда белой эмали с круглым медальоном красной эмали в центре. Пятиконечная звезда в свою очередь наложена на золотой лавровый венок, состоящий из двух ветвей. В медальоне надпись на арабском языке. Знак при помощи переходного звена в виде позолоченного круглого лаврового венка с лавровой же ветвью вертикально по центру, крепится к орденской ленте.
Звезда ордена аналогична знаку, но большего размера.
Лента ордена шёлковая муаровая темно-пурпурного цвета с чёрной и белой полосками по краям.